# Barbara Inkpen
Barbara Inkpen po mężu Lawton (ur. 28 października 1949 w Farnham, zm. 3 września 2021 w Carshalton) – brytyjska lekkoatletka, specjalistka skoku wzwyż, wicemistrzyni Europy z 1971.
Zajęła 8. miejsce w skoku wzwyż na europejskich igrzyskach halowych w 1968 w Madrycie. Była 13. w tej konkurencji na igrzyskach olimpijskich w 1968 w Meksyku. Zajęła 8. miejsce na mistrzostwach Europy w 1969 w Atenach.
Zdobyła srebrny medal ex aequo z Cornelią Popescu z Rumunii na mistrzostwach Europy w 1971 w Helsinkach, ulegając tylko Ilonie Gusenbauer z Austrii. Na halowych mistrzostwach Europy w 1972 w Grenoble zajęła 9.–10. miejsce. Zajęła 4. miejsce na igrzyskach olimpijskich w 1972 w Monachium.
Startując w reprezentacji Anglii zwyciężyła w skoku wzwyż na Igrzyskach Brytyjskiej Wspólnoty Narodów w 1974 w Christchurch. Zajęła 14. miejsce na  mistrzostwach Europy w 1974 w Rzymie.
Była mistrzynią Wielkiej Brytanii (AAA) w skoku wzwyż w 1969, wicemistrzynią w 1968 i 1973 oraz brązową medalistką w 1972 i 1975. W hali była mistrzynią w skoku wzwyż w 1969, 1970 i 1973 oraz brązową medalistką w 1967, a w skoku w dal mistrzynią w 1967 i brązową medalistką w 1970.
Wielokrotnie poprawiała rekord Wielkiej Brytanii w skoku wzwyż do wyniku 1,87 m, uzyskanego 22 września 1973 w Londynie.